# San Francisco (Surigao do Norte)
San Francisco é um município de  quinta classe de renda municipal (d) na província Surigao do Norte, nas Filipinas. De acordo com o censo de 1 de maio  de  2020 possui uma população de 15 347 pessoas e 3 734 domicílios.